# Nô lệ trẻ em
Nô lệ trẻ em là sự nô lệ hóa của trẻ em. Sự nô lệ của trẻ em có thể được truy nguyên trong ghi chép lịch sử. Ngay cả sau khi xóa bỏ chế độ nô lệ, trẻ em vẫn tiếp tục bị bắt làm nô lệ và buôn bán trong thời hiện đại, đây là một vấn đề đặc biệt ở các nước đang phát triển.

## Lịch sử
Nô lệ trẻ em đề cập đến chế độ nô lệ của trẻ em dưới độ tuổi trưởng thành. Trước đây, nhiều trẻ em đã bị bán làm nô lệ để gia đình họ trả nợ hoặc phạm tội hoặc kiếm một số tiền nếu gia đình thiếu tiền mặt. Một học giả đã kể lại một câu chuyện về một người mẹ, "tình trạng khó khăn của cô đã phá vỡ đặc quyền suy nghĩ của con cái theo cách hoàn toàn cá nhân và tình cảm và khiến cô phải xem xét liệu người ngoài có thể tìm thấy giá trị ở chúng hay không". Harriet Beecher Stowe đã viết về một người phụ nữ được chủ sở hữu nô lệ mua để nuôi con cho anh ta bán. Kỳ vọng của những đứa trẻ được mua hoặc sinh ra thành nô lệ rất đa dạng. Các học giả lưu ý, "tuổi tác và năng lực thể chất, cũng như mức độ phụ thuộc, đặt ra các điều khoản về hội nhập của trẻ em vào các hộ gia đình".
Các nhiệm vụ mà nô lệ trẻ em phải chịu trách nhiệm thực hiện đang bị tranh cãi giữa các học giả Mỹ. Một vài đại diện cho cuộc sống mà những đứa trẻ nô lệ đã dẫn dắt họ cho rằng, "hầu như các nô lệ trẻ em không có liên quan đến nền kinh tế đồn điền cho đến khi chúng đủ tuổi để làm việc trên cánh đồng, do đó nhấn mạnh bản chất vô tư của thời thơ ấu đối với một bộ phận nô lệ tạm thời tránh lao động cưỡng bức ". Quan điểm này cũng tuyên bố rằng nếu trẻ em được yêu cầu thực hiện bất kỳ nghĩa vụ nào, thì đó là thực hiện các công việc gia đình nhẹ nhàng, chẳng hạn như "tổ chức thành" băng nhóm rác "và thực hiện để thu thập từ chối về di sản". Các học giả đối lập lập luận rằng những đứa trẻ nô lệ đã đánh cắp tuổi trẻ của chúng và buộc phải bắt đầu thực hiện nhiệm vụ của người lớn khi còn rất nhỏ. Một số người nói rằng trẻ em bị buộc phải thực hiện nhiệm vụ lao động dã chiến khi còn nhỏ, có khi chỉ mới sáu tuổi. Có ý kiến cho rằng ở một số khu vực, trẻ em bị đưa vào "công việc thường xuyên ở miền nam nước Mỹ" và đó là "thời gian nô lệ bắt đầu học thói quen làm việc, nhưng cũng có kỷ luật làm việc và hình phạt liên quan".
Một mức độ tự sở hữu đã có mặt ở một mức độ nào đó đối với người lớn, nhưng "trẻ em vẫn giữ được sự bất lực về mặt pháp lý của sự phụ thuộc ngay cả sau khi chúng trở thành thành viên hữu ích của các hộ gia đình". học giả đã báo cáo rằng, "tình trạng đặc biệt này hình thành những đứa trẻ đứng trong các gia đình gia đình và khiến chúng phải học nghề bắt buộc, ngay cả sau khi giải phóng". Có những người chủ nô lệ không muốn nô lệ trẻ em hoặc phụ nữ mang thai vì sợ rằng đứa trẻ sẽ "chiếm quá nhiều thời gian của người mẹ".
Các điều kiện nô lệ cho phụ nữ mang thai khác nhau trong khu vực. Trong hầu hết các trường hợp, phụ nữ làm việc trong các lĩnh vực cho đến khi sinh con thực hiện các nhiệm vụ nhỏ. "Bốn tuần dường như là khoảng thời gian giam cầm trung bình, hay" thời gian nằm ", đối với những phụ nữ nô lệ chống sốt rét sau khi sinh ở miền Nam nói chung". Tuy nhiên, những người nô lệ ở phía bắc Virginia, thường chỉ cho phép thời gian nói dối trung bình khoảng "hai tuần trước khi yêu cầu các bà mẹ mới trở lại làm việc". Trách nhiệm nuôi dưỡng và chăm sóc trẻ em sau đó trở thành nhiệm vụ của những đứa trẻ khác và những nô lệ lớn tuổi. Trong hầu hết các thể chế nô lệ trên toàn thế giới, con cái của nô lệ trở thành tài sản của chủ sở hữu. Điều này tạo ra một nguồn cung cấp liên tục của người dân để thực hiện lao động. Đây là trường hợp, ví dụ, các máy đẩy và nô lệ Mỹ. Trong những trường hợp khác, trẻ em bị bắt làm nô lệ như thể chúng là người lớn. Thông thường, tình trạng của người mẹ xác định nếu đứa trẻ là nô lệ, nhưng một số luật pháp địa phương đã thay đổi quyết định đối với người cha. Trong nhiều nền văn hóa, nô lệ có thể kiếm được tự do thông qua công việc và mua được tự do của chính họ.  

## Thời hiện đại
Mặc dù việc bãi bỏ chế độ nô lệ ở nhiều nơi trên thế giới đã làm giảm đáng kể chế độ nô lệ trẻ em, vấn đề vẫn tồn tại, đặc biệt là ở các nước đang phát triển. Theo Hiệp hội chống nô lệ, "Mặc dù không còn bất kỳ quốc gia nào công nhận về mặt pháp lý, hoặc sẽ thi hành, một yêu sách của một người đối với quyền sở hữu đối với người khác, việc bãi bỏ chế độ nô lệ không có nghĩa là nó không còn tồn tại Có hàng triệu người trên khắp thế giới, chủ yếu là trẻ em trong điều kiện ảo thành nô lệ. "  Nó tiếp tục nhấn mạnh rằng chế độ nô lệ, đặc biệt là chế độ nô lệ trẻ em, đã ngày càng tăng vào năm 2003. Nó chỉ ra rằng có vô số những người khác trong các hình thức khác của nô lệ (chẳng hạn như sự ở để trừ nợ, lao động ngoại quan và nô lệ vợ lẽ) mà không phải là chế độ nô lệ trong ý thức pháp lý hẹp. Các nhà phê bình cho rằng họ đang kéo dài định nghĩa và thực hành chế độ nô lệ vượt ra ngoài ý nghĩa ban đầu của nó, và thực sự đang đề cập đến các hình thức lao động bất chính khác với chế độ nô lệ. Năm 1990, các báo cáo về chế độ nô lệ được đưa ra từ Bahr al Ghazal, một vùng Dinka ở miền nam Sudan. Năm 1995, các bà mẹ Dinka nói về những đứa trẻ bị bắt cóc. Khoảng 20.000 nô lệ đã được báo cáo ở Sudan vào năm 1999. "Ngành công nghiệp thảm len thủ công cực kỳ tốn nhiều công sức và là một trong những người xuất khẩu lớn nhất cho Ấn Độ, Pakistan, Nepal và Morocco." Trong 20 năm qua,    khoảng 200.000 và 300.000 trẻ em có liên quan, hầu hết trong số họ ở vành đai thảm của Uttar Pradesh ở miền trung Ấn Độ. Nhiều trẻ em ở châu Á bị bắt cóc hoặc bị mắc kẹt trong tình trạng nô lệ, nơi chúng làm việc trong các nhà máy và xưởng không được trả lương và bị đánh đập liên tục. Nô lệ đã xuất hiện trở lại sau các tuyến đường buôn bán nô lệ cũ ở Tây Phi. "Những đứa trẻ bị bắt cóc hoặc mua với giá 20 -70 đô la mỗi trẻ ở các quốc gia nghèo hơn, chẳng hạn như Benin và Togo, và bị bán làm nô lệ trong các tụ điểm tình dục hoặc làm người giúp việc gia đình không được trả lương với giá 350 đô la mỗi người ở các quốc gia giàu dầu mỏ, như Nigeria và Gabon. " 